# スタイル (ビール)
スタイル（あるいはビールスタイル）は、ビールの分類法のことである。主にビールの原料や製法、そしてビールのアルコール度数や香り、IBUや色度数等によって分類されるが、トラピストビールのように醸造者によって分類される場合もある。
様々な分類法があるが、マイケル・ジャクソンによる分類や、日本地ビール協会が設けたビアスタイル・ガイドラインが用いられることが多い。

## ビール・スタイルについて
ビールのスタイルはその醸造方法によってエールとラガーの二つに大別される。エールは発酵が進むにつれ酵母が浮上し上面に層をなす事から上面発酵で醸造されるのに対し、ラガーでは酵母が下に沈殿するため下面発酵となる。詳細はそれぞれの項を参照の事。その他では、材料や醸造法を混合させたハイブリッドビールや、自然界に存在する酵母によって自然発酵を行うランビックがある。
さらに細かく分類する場合、芳香、風味、色合い、ボディの強さ、原材料、副原料、アルコール度数、苦みの強弱など様々な基準が用いられる。
同じ名称を用いていても時代や国によって違うビールをさす場合があり、顕著な例としてはドラフトビールがあげられる。
元々のドラフトの意味は「樽詰めされた」ビールを指すものだが、これを日本では熱殺菌していないビール、いわゆる「生ビール」として捉え語句を使用している。しかし他の国では定義が異なり、原典通り樽詰めしたものであれば熱殺菌の有無に関わらずドラフトビールと呼ぶ国や、熱殺菌無しで樽詰めのもののみドラフトビールと呼称する国もあり、ドラフトビールの定義は世界的には同じものではない。

## スタイルの一覧
以下に表記する分類や区分は一例であり、さらに様々な条件で細分化も行われる。
『ビアスタイル・ガイドライン1601』では、100種類を超す分類となっている。

### 醸造法による大分類
- エール - 上面発酵を行うビール。
- ラガー - 下面発酵
- 自然発酵ビール - ワイルドビールともいう。

#### エールに属するスタイル
- 白ビール - 小麦を多く用いたビール。
  - ヴァイツェン - ドイツ原産。
  - ヴァイツェンボック - アルコール度数が高いヴァイツェン。ドイツ原産。
  - ベルリーナー・ヴァイセ - ヴァイツェンの一種。アルコール度数が低く、酸味が強いためシロップを加えて飲む。
  - ヴィット - ベルギー原産。
- ペール・エール - 淡い色のエール。
  - バーレーワイン - アルコール度数が高く、国によってはワインに分類される。
  - インディア・ペールエール - ホップを多く用い、苦みが強い。特に苦みが強いものはダブルインディア・ペールエールと呼ばれる。
- レッド・エール - 赤みがかったエール。アイルランド（アイリッシュスタイル・レッドエール）、ベルギー（フランダース・レッド・エール）、アメリカ（インペリアル・レッドエール）など、酸味や苦味などまったく異なる種類がある。
- ブラウン・エール - 色の濃いエール。
- ライトエール - スコットランドの基本的なエール。
- ダークエール - 焙煎された大麦を用いたエール。黒色をしており、黒ビールとも呼ばれる。
  - ポーター - ロンドンを発祥とするエール[3]。
  - スタウト - ポーターを基に作られたギネス・スタウト[3]に代表される、アルコール度数が比較的高いエール。ただし、日本などを含む一部の国ではラガーであってもスタウトと呼ばれることがある。
- アルトビール - 黒褐色をしたエール。ドイツのニーダーライン地方で生産される。

#### ラガーに属するスタイル
- ピルスナー - ホップの効いた淡色のビール。現在世界で最も流通しており、日本で販売されるビールの大半がこのスタイルに属する[4]。
- ヘレス - ミュンヘン付近で生産される。
- エクスポート - ドルトムント・ミュンヘン・ウィーンのものが有名。アルコール度数がピルスナーより若干高く、5パーセント強である。

#### 自然発酵で醸造されるスタイル
- ランビック - ベルギーのパヨッテンランドで醸造される。特有の酸味を持つ。

#### 特殊な醸造法や熟成法による区分
- レッドビール（ローデンバッハ等） - オーク樽で熟成させる
- ラオホビア - 麦芽を燻蒸したビール。燻製の風味を持つ
- アイスボック - ボックを凍結させてアルコール分を凝縮させたもの。
- アイスラガー - ラガーを凍結させてアルコール分を凝縮させたもの。

### 殺菌法による区分
- ナチュラルビール
- プロセスビール - 加熱殺菌を行ったビール。
- ドラフトビール - 加熱処理を行わず、樽詰めされたビール。
- 生ビール - 加熱処理をせず濾過による減菌処理を行ったビールを指す、日本の分類。

ただし、この分類は国によって異なる。

### 液色による分類
- 淡色ビール（ピルスナー等）
- 中濃色ビール（アルト等）
- 濃色ビール（ボック、ポーター等）

| SRM/Lovibond | 例                     | ビールの色 | EBC |
| ------------ | ---------------------- | ---------- | --- |
| 2            | ペールラガー           |            | 4   |
| 3            | ジャーマンピルスナー   |            | 6   |
| 4            | ピルスナー・ウルケル   |            | 8   |
| 6            |                        |            | 12  |
| 8            | ヴァイスビア           |            | 16  |
| 10           | バス・ペールエール     |            | 20  |
| 13           |                        |            | 26  |
| 17           | ダークラガー           |            | 33  |
| 20           |                        |            | 39  |
| 24           |                        |            | 47  |
| 29           | ポーター               |            | 57  |
| 35           | スタウト               |            | 69  |
| 40           |                        |            | 79  |
| 70           | インペリアル・スタウト |            | 138 |

#### 液色による区分
- 黒ビール（ギネス・ドラフト等） - 黒色から濃褐色。
- ブラウン・エール、オード・ブライン（リーフマンス等） - 褐色や茶色。
- アンバービール（琥珀ヱビス等） - 赤褐色から赤色。
- ブロンドビール（レフ・ブロンド等） － 黄色や金色。

### 原材料による区分
- 小麦ビール（ヒューガルデン・ホワイト等） - 白ビール・ホワイトビール、ヴァイスビールとも。原材料の一部に小麦を使用する。
- フルーツビール（ベルビュー・クリーク等） - 醸造時にフルーツも一緒に漬け込んだもの。また、できあがったビールに果汁を加え製品としたもの。
- 発泡酒 - 日本の酒税法における分類。中でも節税型発泡酒は麦芽の使用率が低い。低麦芽ビール（ローモルトビア）とも呼ばれる。
- スパイスビール（チリビール等） - 香草やスパイスを漬け込んだもの。
- アメリカン - トウモロコシやライ麦を副材料に使用した低アルコールのもの。

### 季節による区分
- 季節限定ビール（シーズンビール）
  - クリスマスエール
- セゾンビール - ベルギー南部のワロン地方で主に作られる。冬の農閑期に製造、貯蔵され、夏や秋に消費される。

### 生産国による区分
- ベルギービール
- ドイツビール
- ビター (en)  - イギリスでのエールを指す言葉

### 生産者による区分
- 地ビール - クラフトビールとも
- 修道院ビール
  - アビイビール
  - トラピストビール

### その他
- プレミアムビール
- ビールテイスト飲料
- 生ビール